# 讽刺
讽刺（英語：Satire）存在於許多藝術表現形式中，包括網絡迷因、文學、戲劇、評論、音樂、電影和電視節目等媒體。

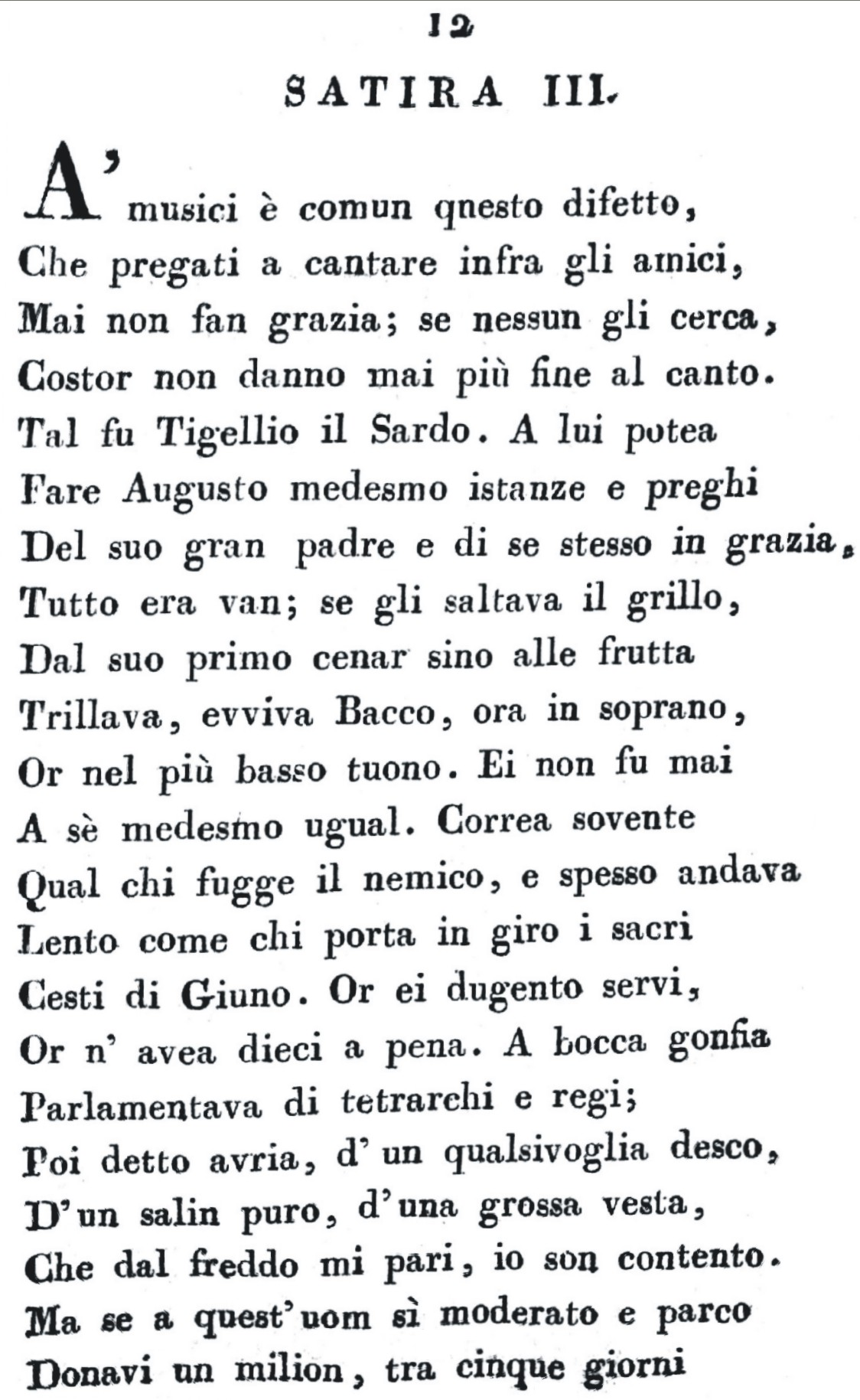
“Le satire e l'epistole di Q. Orazio Flacco”，印在1814年。

讽刺是一種文學體裁，用于暴露對象的矛盾或缺點。常采用夸张或反讽等方式，从而产生幽默的效果。通常是為了羞辱或將個人、公司、政府或社會本身的缺陷暴露出來以進行改進。当然拙劣模仿、作戏、毗邻、并置、并列、对比、类似、类推等也经常用于讽刺手法中。如果说反讽就是讽刺的话，是一个很大的错误。严格来说，讽刺是一种俗称类型；而反讽则是一种比较具体的修饰手法。儘管諷刺通常意味著幽默，但其更大的目的往往是建設性的社會批評，利用機智來引起人們對社會中特定問題和更廣泛問題的關注。

## 歷史
中文的「讽刺」一词在唐代所写的《隋书》中即已经出现，收录于《全唐诗》的高骈《途次内黄马病，寄僧舍呈诸友人》一诗中也提到了该词。諷刺在日文漢字中寫作或。
西方諷刺小說，大概可以上推到古羅馬帝國希臘語作家琉善的「真實的故事」。作者以第一人稱，寫一群人到月亮上面、極樂世界等好幾個地方遊歷的經過，標題「真實的故事」就是極大的反諷。

## 作品

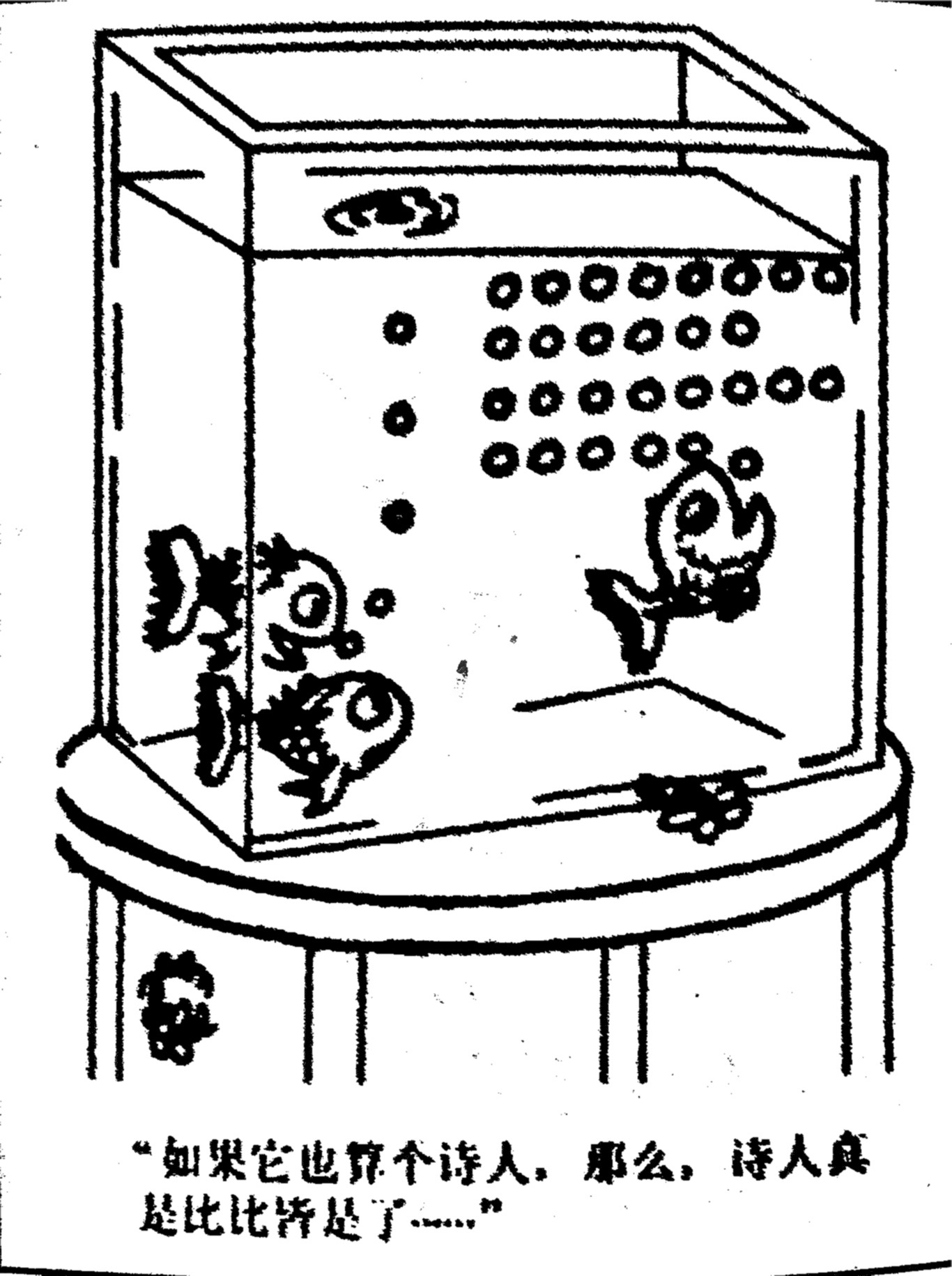
作于1999年的一幅讽刺诗文公式化的漫画

後世傑出的諷刺小說有法國拉伯雷的《巨人傳》、英國斯威夫特的《格列佛遊記》，都受到琉善小說很深的影響，有很濃的奇幻色彩。也有法國勒薩日《吉爾·布拉斯》、西班牙塞萬提斯《堂吉訶德》，諷刺性非常強烈，但已經是寫實，不比前面幾種是虛實交錯，以虛為主。捷克的《好兵帥克》也是諷刺小說的名作。
現代中國諷刺小說名篇有魯迅《阿Q正傳》、《故事新編》；老舍《趙子曰》、《二馬》、《馬褲先生》、《駱駝祥子》；沈從文《阿麗思中國遊記》；錢鍾書《圍城》等。
讽刺风格的电影有《大独裁者》、《独裁者》、《波拉特》、《六亿解放军占领巴黎》、《人生遥控器》、《预告犯》、《令人讨厌的松子的一生》、《诚实国度的爱丽丝》、《1944》和《暴雪将至》等。在网络时代也有出现专门讽刺低劣流行文化的恶搞作品，如漫画《花开张美丽》（讽刺玛丽苏情节）、小说《小明修仙记》（讽刺修真小说）、小说《禽兽不如的穿越女》（讽刺穿越文）和赵日天系列作品。

## 註
1. ↑  高駢《途次內黃馬病，寄僧舍呈諸友人》全文：官閒馬病客深秋，肯學張衡詠四愁。 
紅葉寺多詩景緻，白衣人盡酒交遊。 
依違諷刺因行得，淡泊供需不在求。 
好與高陽結吟社，況無名跡達珠旒。
2. ↑  周作人譯「福人島」